# ميخائيل هوغن
ميخائيل هوغن (بالإنجليزية: Michael Hogan)‏ هو كاتب سيناريو وممثل بريطاني (وحمل سابقاً جنسية المملكة المتحدة لبريطانيا العظمى وأيرلندا)، ولد في 17 سبتمبر 1893 بلندن في المملكة المتحدة، وتوفي بنفس المكان في 1977.

## أعمال

### أفلام
- (1940) ريبيكا

## وصلات خارجية
- ميخائيل هوغن على موقع IMDb (الإنجليزية)
- ميخائيل هوغن على موقع أول موفي (الإنجليزية)
- ميخائيل هوغن على موقع قاعدة بيانات الأفلام السويدية (السويدية)
- ميخائيل هوغن على موقع قاعدة بيانات الفيلم (الإنجليزية)
- ميخائيل هوغن على موقع كينوبويسك (الروسية)